# Dick Ayers
Pour les articles homonymes, voir Ayers.
Dick Ayers né Richard Ayers à Ossining (État de New York), le 28 avril 1924, et mort le 4 mai 2014 à White Plains, est un dessinateur de comics qui a commencé sa carrière à la fin de l'âge d'or des comics mais est surtout connu pour son travail comme dessinateur ou encreur chez Marvel Comics durant l'âge d'argent.

## Biographie
Richard Ayers, surnommé Dick Ayers, naît à Ossining dans l'état de New York le 28 avril 1924. Après avoir servi dans l'armée de l'air pendant la Seconde Guerre mondiale, il reprend des cours à the Cartoonists and Illustrators School, dirigée par Burne Hogarth. Rapidement, en 1947, il commence à travailler en dessinant quelques histoires pour le comic book Funnyman de Jerry Siegel et Joe Shuster. Il est ensuite engagé par Vin Sullivan, responsable de Magazine Enterprises pour dessiner dans un premier temps Doctor of Fate - the Story of Doc Holliday, qui est le premier travail imprimé qu'il dessine, encre, lettre et colorie. Il travaille ensuite sur des histoires inspirées par le personnage de Joe Durante. À l'arrêt de cette série, Dick Ayers dessine des westerns comme Calicot Kid et The Ghost Rider,. En 1949, il travaille deux mois sur le comic strip Funnyman inspiré du comic book éponyme, mais la série est rapidement abandonnée.
À partir de 1952, il commence à travailler aussi pour Timely Comics mais ne pouvant répondre à toutes les demandes il engage un assistant, Ernie Bache avec lequel il collabore jusqu'en 1955. À partir de la fin 1953, il dessine aussi pour Charlton Comics même si Timely Comics est le principal éditeur pour lequel il travaille soit en tant qu'encreur soit en tant que dessinateur. Pour Timely, il dessine de nombreux westerns comme Rawhide Kid, Outlaw Kid, Wyatt Earp and Two-Gun Kid, puis lorsque Timely, devenu Marvel, lance de nouvelles séries de super-héros, Stan Lee lui confie des épisodes sur les séries The Fantastic Four, The Incredible Hulk, Sgt. Fury en tant que dessinateur ou encreur,.
Dans les années 1970 il travaille pour DC Comics où il dessine des épisodes de nombreuses séries dont Kamandi, Jonah Hex, Freedom Fighters, et Unknown Soldier et 1980, il travaille pour Archie Comics. Il est aussi professeur à l'école de dessin de Joe Kubert. En 1996, il revient aux comics avec la série Dr. Wonder.

## Critiques
Stan Lee, scénariste et rédacteur en chef chez Marvel Comics, avec son style laudatif, a dit de Dick Ayers que « Darlin' Dick pouvait tout dessiner, super héros, western, guerre, quoi que ce soit et cela formidablement bien et toujours dans les temps ».

## Récompenses
En 1967 et 1968, la série de comic books Sgt. Fury and his Howling Commandoes, dessinée par Ayers, remporte le Alley Award du meilleur comics de guerre. 
- 1985 : Prix du comic book de la National Cartoonists Society
- 1997 : Prix Inkpot
- 2007 : Temple de la renommée Will Eisner[8].
- 2013 : Temple de la renommée Joe Sinnott, pour son œuvre d'encreur